# 野々倉村
野々倉村（ののくらむら）はかつて岐阜県郡上郡に存在した村である。
現在の郡上市八幡町野々倉に該当する。

## 歴史
- 1889年（明治22年）7月1日 - 町村制により、野々倉村発足。
- 1897年（明治30年）4月1日 - 入間村、美山村、洲河村、小那比村と合併し、西和良村発足。同日野々倉村廃止。